# Llac Tana
El llac Tana és la font del Nil Blau i el llac més gran d'Etiòpia, a l'Àfrica oriental. Fa aproximadament 84 km de llargada per 66 km d'amplada i està situat al nord-oest del país, a les terres altes. Té una profunditat màxima de 15 m i una superfície aproximada de 3.600 km²; es troba a una altitud de 1.800 m.
Al llac hi ha un grup d'illes, el nombre de les quals ha anat augmentant al llarg del temps a causa del descens del nivell de l'aigua del llac. En moltes d'aquestes illes, s'hi troben esglésies o monestirs aïllats, on es guarden les despulles dels antics emperadors d'Etiòpia i els tresors de l'església.
Algunes de les illes més conegudes del llac Tana són: Tana Cherqos, Daga, Dek i Meshralia.